# Хэ Дань Цзя
Хэ Дань Цзя (кит. 河亶甲, пиньинь He Dan Jia) или Цзянь Цзя — правитель Китая из династии Шан, сын Вай Женя.

## Правление
Правил около девяти лет. В первый год свого правления перенёс столицу в Сян. В 4-й год правления Хе Дань Цзя совершил очередное нападение на Синих варваров. В 5-й год его правления город Сян захватил Банфан, который потерпел поражение от министров императора Пенбо и Вейбо. Власть по смерти правителя унаследовал его сын Цу И.